# Soquete AM5
Socket AM5 (LGA 1718) é um soquete de CPU flip chip land grid array (LGA) de força de inserção zero projetado pela Advanced Micro Devices (AMD), que é usado para microprocessadores AMD Ryzen, começando com a microarquitetura Zen 4. AM5 substitui o socket AM4 e é o primeiro soquete LGA da AMD projetado para CPUs comuns e não apenas entusiastas.
A AMD confirmou oficialmente detalhes sobre a plataforma da série Ryzen 7000, incluindo suporte para PCI Express 5.0 e DDR5 como parte de sua estreia de produto em 2022.

## Antecedentes
Em março de 2017, com o lançamento de seus novos processadores Zen, a AMD usou o soquete AM4, que havia usado anteriormente com seu Athon-X4, alimentado por Bristol Ridge (derivado de Excavator) e alguns A-Series, e aquele foi um soquete pin grid array (PGA) que eles prometeram oferecer suporte até 2020. Em abril de 2022, a AMD lançou sua CPU final para o soquete AM4, o Ryzen 7 5800X3D, que apresentava 96 MB de cache L3 empilhado em 3D.

### Anúncio
Na CES 2022, a CEO da AMD, Lisa Su, revelou o soquete AM5 e o design do dissipador de calor integrado para os próximos processadores Ryzen 7000, com lançamento previsto para o final de 2022.
Em 23 de maio de 2022, a AMD forneceu detalhes sobre o novo soquete AM5, suas placas-mãe correspondentes e as CPUs da série Ryzen 7000, na Computex em Tipei, Taiwan. No mesmo evento, os fornecedores de placas-mãe ASRock, Gigabyte e outros lançaram suas novas placas-mãe X670, que contavam com o soquete estreante.
A AMD afirmou que planeja oferecer suporte ao soquete AM5 por vários anos, como fez com o soquete AM4. Durante a revelação da série Ryzen 7000, em 29 de agosto de 2022, a AMD confirmou que suportaria o soquete AM5 até pelo menos 2025.

## Recursos

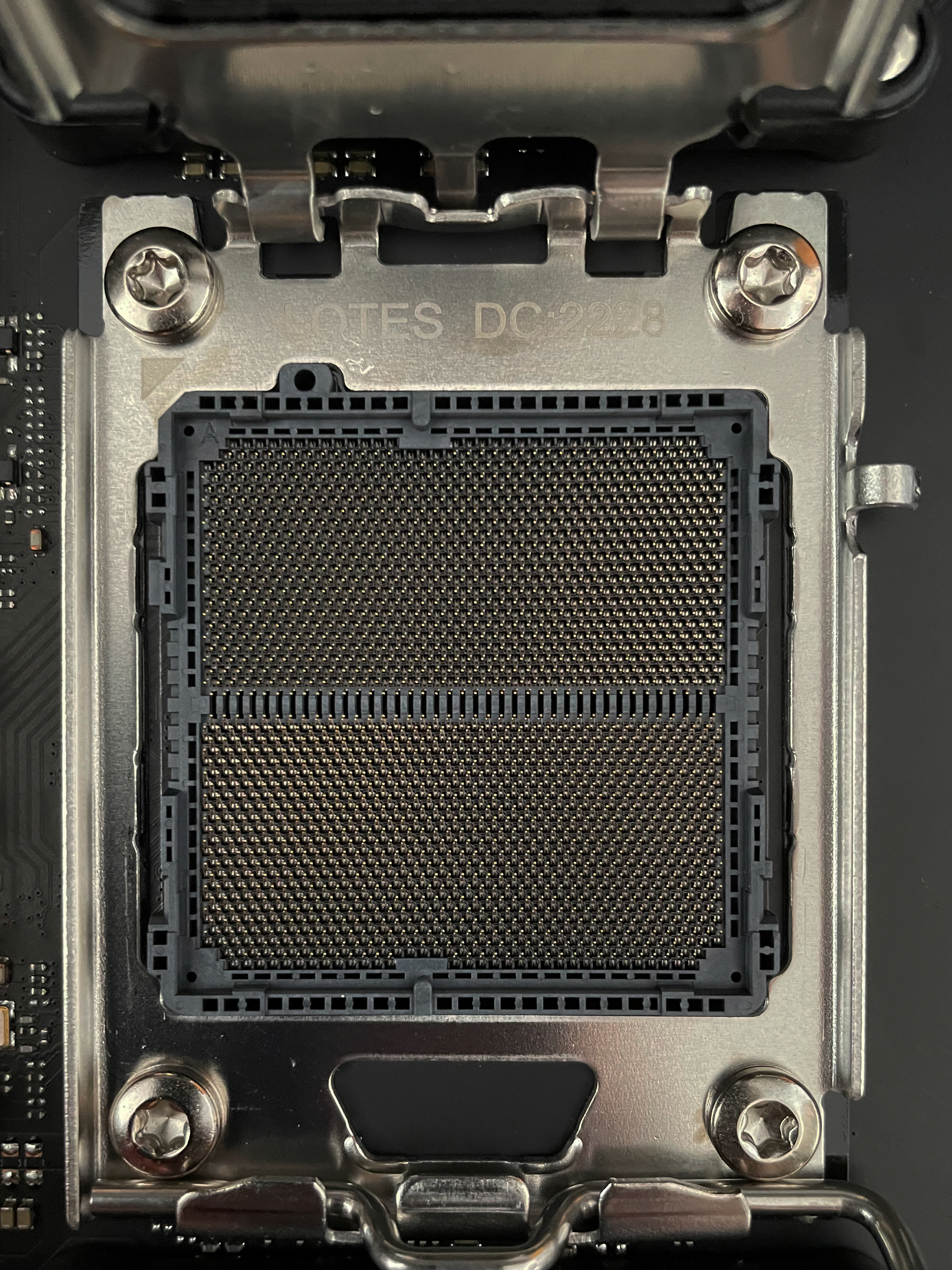
Imagem do soquete AM5 com o Mecanismo de Atuação do Soquete (SAM) na posição aberta, expondo os pinos

- Suporta DDR5 na configuração de canal duplo, e, ao contrário do soquete LGA 1700 da Intel (usado nos processadores de 12ª e 13ª Geração da fabricante), a plataforma AM5 da AMD não suporta DDR4.[12]
- Suporte para pistas PCIe 5.0 em chipsets X670E e B650E, opcional nos chipsets X670 e B650.[13]
- Atinge TDP de 170W [nota 1] e um limite de rastreamento de energia do pacote (PPT)[nota 2] de até 230W.[14]

## Dissipador de calor
O soquete AM5 especifica os 4 furos, para fixação do dissipador de calor na placa-mãe, a serem colocados nos cantos de um retângulo com comprimento lateral de 54×90 mm, bem como roscas de parafusos UNC #6-32 para a placa traseira, idênticas às do soquete AM4 anterior. Além disso, a altura Z do package da CPU é mantida igual à do AM4, para compatibilidade com dissipadores de calor.
Ao contrário do AM4, a placa traseira no AM5 não é removível, pois também serve para proteger o mecanismo de retenção da CPU para o soquete LGA.
Nem todos os coolers de CPUs AM4 existentes são compatíveis. Em particular, os coolers que usam seu próprio hardware de montagem de placa traseira, em vez da placa traseira padrão fornecida pela placa-mãe, não funcionarão. Alguns fabricantes de coolers estão oferecendo kits de atualização, para permitir que coolers antigos incompatíveis sejam usados no AM5.

## Chipsets
| Marca | Data de lançamento | Suporte PCIe             | Multi-GPU | Multi-GPU | suporte USB  | suporte USB  | suporte USB                                                     | Recursos de armazenamento | Recursos de armazenamento | overclocking do processador | TDP   | suporte de CPU | Arquitetura      | links do chipset | links do chipset | Ref.          |
| Marca | Data de lançamento | Suporte PCIe             | CrossFire | SLI       | 2.0          | 3.2 Gen 2    | Adicional                                                       | RAID                      | SATA III                  | overclocking do processador | TDP   | Zen 4          | Arquitetura      | CPU              | Interchipset     | Ref.          |
| ----- | ------------------ | ------------------------ | --------- | --------- | ------------ | ------------ | --------------------------------------------------------------- | ------------------------- | ------------------------- | --------------------------- | ----- | -------------- | ---------------- | ---------------- | ---------------- | ------------- |
| A620  | fevereiro de 2023  | Desconhecido             | Não       | Não       | Desconhecido | Desconhecido | Desconhecido                                                    | Desconhecido              | Desconhecido              | Não                         | ~4.5W | Sim            | Promontory 21 ×1 | PCIe 4.0 ×4      | —                |               |
| B650  | Outubro 2022       | PCIe 4.0 ×8 PCIe 3.0 ×4  | Sim       | Não       | ×6           | ×4           | ×1 3.2 Gen 2×2 OU ×2 3.2 Gen 2                                  | 0, 1, 10                  | 4                         | Sim                         | ~7W   | Sim            | Promontory 21 ×1 | PCIe 4.0 ×4      | —                | [ 19 ] [ 20 ] |
| B650E | Outubro 2022       | PCIe 4.0 ×8 PCIe 3.0 ×4  | Sim       | Não       | ×6           | ×4           | ×1 3.2 Gen 2×2 OU ×2 3.2 Gen 2                                  | 0, 1, 10                  | 4                         | Sim                         | ~7W   | Sim            | Promontory 21 ×1 | PCIe 4.0 ×4      | —                | [ 19 ] [ 20 ] |
| X670  | setembro de 2022   | PCIe 4.0 ×12 PCIe 3.0 ×8 | Sim       | Não       | ×12          | ×8           | ×2 3.2 Gen 2×2 OU ×1 3.2 Gen 2×2 + ×2 3.2 Gen 2 OU ×4 3.2 Gen 2 | 0, 1, 10                  | 8                         | Sim                         | ~14W  | Sim            | Promontory 21 ×2 | PCIe 4.0 ×4      | PCIe 4.0 ×4      | [ 19 ] [ 20 ] |
| X670E | setembro de 2022   | PCIe 4.0 ×12 PCIe 3.0 ×8 | Sim       | Não       | ×12          | ×8           | ×2 3.2 Gen 2×2 OU ×1 3.2 Gen 2×2 + ×2 3.2 Gen 2 OU ×4 3.2 Gen 2 | 0, 1, 10                  | 8                         | Sim                         | ~14W  | Sim            | Promontory 21 ×2 | PCIe 4.0 ×4      | PCIe 4.0 ×4      | [ 19 ] [ 20 ] |

1. ↑   Pistas PCIe fornecidas pelo chipset. A CPU fornece outras pistas PCIe 5.0.
2. 1 2 3 4   10Gb/s para USB 3.2 Gen 2.
3. 1 2 3   20Gb/s para USB 3.2 Gen 2x2.
4. 1 2   E ou a marca "Extreme" é uma garantia de que o PCIe 5.0 é suportado tanto no slot gráfico da placa-mãe quanto NVMe. Os modelos E fornecem acesso a todas as 24 PCIe 5.0 do processador. Os modelos não-E suportam apenas 8 pistas PCIe 5.0 em slots NVMe, enquanto o restante das pistas em slots gráficos são descartados para PCIe 4.0.
5. ↑  Cada chipset Promontory 21 fornece 4 portas SATA para um total de 8.
6. ↑  As placas-mãe comercializadas como X670 e X670E apresentam dois chipsets Promontory 21, cada um com um TDP de ~7W.